# 노르웨이 U-17 축구 국가대표팀
노르웨이 U-17 축구 국가대표팀(노르웨이어: Norges G17-landslag i fotball)은 해당 연령대의 국제 축구에서 노르웨이를 대표하는 축구 국가대표팀이며, 노르웨이 축구 관리 기관인 노르웨이 축구 협회의 관리를 받는다.
해당 대표팀은 UEFA U-17 축구 선수권 대회에 참가할 17세 이하의 선수들로 구성되어있다.